# Hospital de Santo António

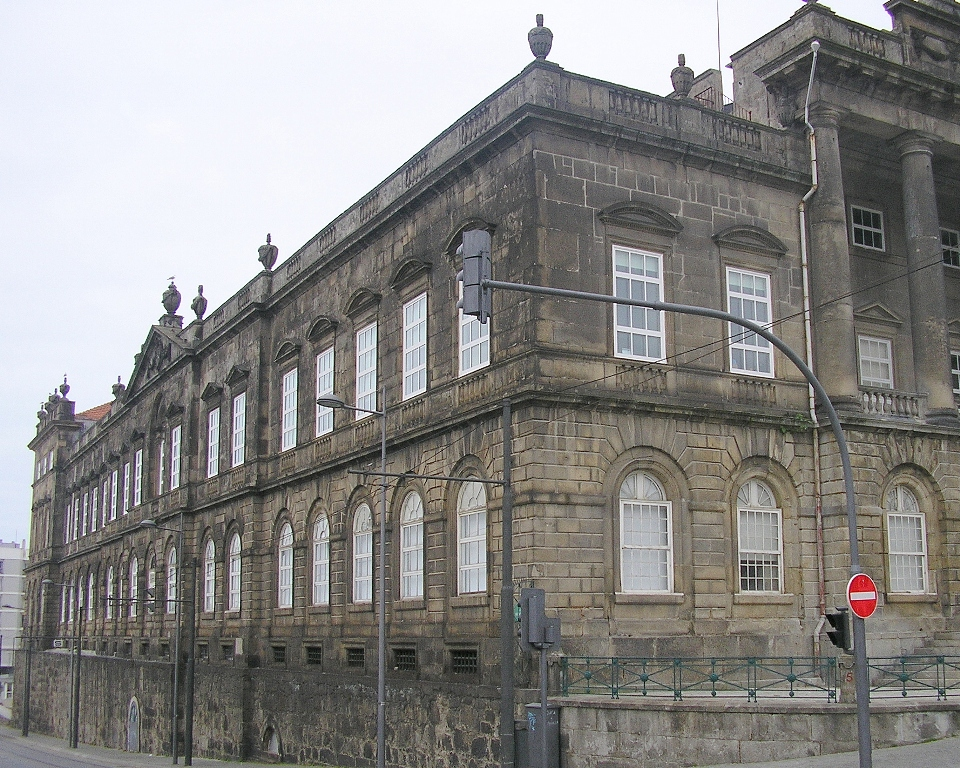
Hospital Geral de Santo António: fachada sul.

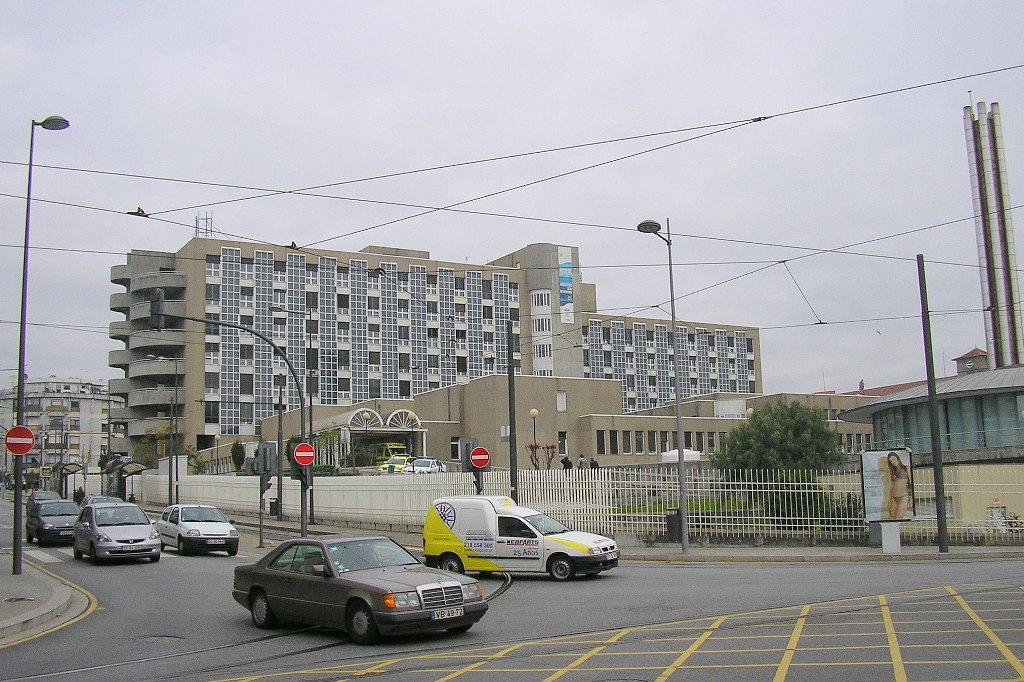
Hospital Geral de Santo António: ala mais recente.

O Hospital Geral de Santo António (HGSA) MHM, antigamente Hospital Real de Santo António, localiza-se na antiga freguesia de Miragaia, na cidade e distrito do Porto, em Portugal, que integra o Centro Hospitalar e Universitário do Porto.
Hospital geral, central e universitário, é responsável pelo ensino do Mestrado Integrado em Medicina do Instituto de Ciências Biomédicas Abel Salazar (ICBAS) da Universidade do Porto. Apesar de instalado em um edifício de grande valor histórico e arquitetónico, é um hospital moderno e bem equipado do país, sendo uma referência de qualidade na prestação de cuidados de saúde.

## Edifício
Começado a construir em 15 de julho de 1770 em terrenos vagos, na época, nos arrabaldes da cidade, o Hospital de Santo António é o mais palladiano dos edifícios portugueses, projeto do arquiteto inglês John Carr. Desenvolve-se em vários andares, de modo sóbrio, simples e simétrico, mas com volumes bem definidos animando a superfície. Possui arcada e aparelho no piso térreo, formando um embasamento. Corpo central com colunas, simulando um templo clássico, ladeado por vários corpos que avançam e recuam até aos torreões nas esquinas. O primeiro piso é recuado, possuindo varanda e balaustrada, lateralmente ao corpo central, com várias portas coroadas por frontões triangulares e curvos. A decoração é muito resumida, limitando-se a algumas (poucas) esculturas, urnas e elementos arquitetónicos clássicos.
O edifício do Hospital de Santo António está classificado desde 1910 como Monumento Nacional.

## Distinções
- A 19 de abril de 1986, o Hospital Geral de Santo António foi feito Membro-Honorário da Ordem do Mérito.[2]

- A Liga dos Amigos do Hospital de Santo António foi igualmente feita Membro-Honorário da Ordem do Mérito a 2 de outubro de 1998.[3]